# Polly Draper
Polly Draper (nascida em Gary, Indiana, 15 de junho de 1956) é uma atriz, produtora, diretora, screen-escritora e roteirista estadunidense que dirigiu o filme The Naked Brothers Band: The Movie. Seu trabalho mais recente é um thriller psicológico, chamado Side Effects.

## Prêmios
Em 1988, o trabalho de Draper em Thirtysomething lhe rendeu uma indicação ao Emmy Award na categoria de Melhor Atriz Coadjuvante em Série Dramática. Além disso, Four Dogs and a Bone (1993) lhe garantiu um prêmio da New York Magazine de Melhor Atriz da Broadway. Por The Tic Code (1998), ela recebeu o prêmio Bronze Gryphon de Melhor Atriz no Giffoni Film Festival.
Draper obteve o Prêmio do Público para um Filme de Família por The Naked Brothers Band: The Movie no Hamptons International Film Festival em 2005. Ela recebeu duas indicações ao Prêmio do Sindicato dos Roteiristas pela série The Naked Brothers Band (2007–09). A primeira, em 2007, foi na categoria Programas Infantis Episódicos e Especiais pelo episódio "Nat is a Stand Up Guy". Ela também venceu na categoria Roteiro Infantil: Longa-metragem ou Especial pelo telefilme "Polar Bears" em 2009.
Em agosto de 2018, Stella's Last Weekend rendeu a Draper o Grande Prêmio no San Antonio Film Festival.